# Arisa Go
Arisa Go (Japans: 郷 亜 里 砂) (Obihiro, 12 december 1987) is een Japanse langebaanschaatsster. Haar beste afstanden zijn de 500m en 1000m. Go brak pas op relatief hoge leeftijd door. Zo reed ze in 2017 op 29-jarige leeftijd haar eerste WK.

## Records

### Persoonlijke records
| Afstand    | Tijd    | Datum           | Baan           |
| ---------- | ------- | --------------- | -------------- |
| 500 meter  | 37,05   | 9 december 2017 | Salt Lake City |
| 1000 meter | 1.14,07 | 2 december 2017 | Calgary        |
| 1500 meter | 1.57,71 | 20 maart 2016   | Calgary        |

(laatst bijgewerkt: 6 januari 2018)

## Resultaten
| Jaar | WK Sprint             | WK Afstanden       | Olympische Spelen | Wereldbeker       |
| ---- | --------------------- | ------------------ | ----------------- | ----------------- |
| 2015 |                       |                    |                   | 18e 500m          |
| 2016 |                       |                    |                   | 24e 500m          |
| 2017 |                       | 10e 500m 12e 1000m |                   | 9e 500m 11e 1000m |
| 2018 | 9e (4e, 16e, 8e, 10e) |                    | 8e 500m 13e 1000m | 8e 500m 23e 1000m |
|      |                       |                    |                   |                   |
| 2020 | 10e (6e, 9e, 9e, 17e) | 12e 500m 15e 1000m |                   | 7e 500m 20e 1000m |
|      |                       |                    |                   |                   |
| 2022 |                       |                    | 15e 500m          | 8e 500m           |

(#, #, #, #) = afstandspositie op sprinttoernooi (500m, 1000m, 500m, 1000m).